# Résultats détaillés des championnats d'Europe d'athlétisme 1971
Résultats détaillés des Championnats d'Europe d'athlétisme 1971 d'Helsinki.
| Courses: 100 m - 200 m - 400 m - 800 m - 1 500 m - 5 000 m - 10 000 m - Marathon Obstacles: 100 m haies - 110 m haies - 400 m haies - 3 000 m steeple Marche: 20 km - 50 km Sauts: Hauteur - Longueur - Triple saut - Perche Lancers: Javelot - Disque - Poids - Marteau Relais: 4 × 100 m - 4 × 400 m Epreuves combinées: Décathlon - Pentathlon Tableau des médailles |

## Résultats

### 100 m
| Rang | Pays                 | Athlète                   | Temps  |
| ---- | -------------------- | ------------------------- | ------ |
| 1    | Union soviétique     | Valeri Borzov             | 10 s 3 |
| 2    | Allemagne de l'Ouest | Gerhard Wucherer          | 10 s 5 |
| 3    | Grèce                | Vasílios Papayeorgópoulos | 10 s 6 |
| 4    | Allemagne de l'Est   | Siegfried Schenke         | 10 s 6 |
| 5    | Pologne              | Zenon Nowosz              | 10 s 7 |
| 6    | Union soviétique     | Aleksandr Kornelyuk       | 10 s 7 |
| 7    | France               | Dominique Chauvelot       | 10 s 7 |
| 8    | France               | Gilles Echevin            | 11 s 4 |

| Rang | Pays                 | Athlète               | Temps  |
| ---- | -------------------- | --------------------- | ------ |
| 1    | Allemagne de l'Est   | Renate Stecher        | 11 s 4 |
| 2    | Allemagne de l'Ouest | Ingrid Mickler-Becker | 11 s 5 |
| 3    | Allemagne de l'Ouest | Elfgard Schittenhelm  | 11 s 5 |
| 4    | Allemagne de l'Ouest | Inge Helten           | 11 s 6 |
| 5    | Hongrie              | Györgyi Balogh        | 11 s 6 |
| 6    | Pologne              | Irena Szewinska       | 11 s 6 |
| 7    | Allemagne de l'Ouest | Petra Vogt            | 11 s 7 |
| 8    | Royaume-Uni          | Anita Neil            | 11 s 8 |

### 200 m
| Rang | Pays                 | Athlète                | Temps  |
| ---- | -------------------- | ---------------------- | ------ |
| 1    | Union soviétique     | Valeri Borzov          | 20 s 3 |
| 2    | Allemagne de l'Ouest | Franz-Peter Hofmeister | 20 s 7 |
| 3    | Allemagne de l'Est   | Jörg Pfeifer           | 20 s 7 |
| 4    | Allemagne de l'Est   | Siegfried Schenke      | 20 s 7 |
| 5    | Suisse               | Philippe Clerc         | 20 s 9 |
| 6    | Italie               | Pietro Mennea          | 20 s 9 |
| 7    | France               | Gérard Fenouil         | 20 s 9 |
| 8    | Union soviétique     | Aleksandr Shidkich     | 21 s 2 |

| Rang | Pays                 | Athlète               | Temps  |
| ---- | -------------------- | --------------------- | ------ |
| 1    | Allemagne de l'Est   | Renate Stecher        | 22 s 7 |
| 2    | Hongrie              | Györgyi Balogh        | 23 s 3 |
| 3    | Pologne              | Irena Szewinska       | 23 s 3 |
| 4    | Union soviétique     | Nadezhda Besfamilnaya | 23 s 4 |
| 5    | Allemagne de l'Ouest | Annegret Kroniger     | 23 s 6 |
| 6    | Allemagne de l'Ouest | Rita Wilden-Jahn      | 23 s 6 |
| 7    | Allemagne de l'Est   | Ellen Stropahl        | 23 s 6 |
| 8    | Allemagne de l'Est   | Christina Heinich     | 23 s 7 |

### 400 m
| Rang | Pays                 | Athlète              | Temps  |
| ---- | -------------------- | -------------------- | ------ |
| 1    | Royaume-Uni          | David Jenkins        | 45 s 5 |
| 2    | Italie               | Marcello Fiasconaro  | 45 s 5 |
| 3    | Pologne              | Jan Werner           | 45 s 6 |
| 4    | Finlande             | Markku Kukkoaho      | 45 s 7 |
| 5    | Allemagne de l'Ouest | Thomas Jordan        | 46 s 0 |
| 6    | Allemagne de l'Ouest | Hermann Köhler       | 46 s 1 |
| 7    | Union soviétique     | Aleksandr Bratchikov | 46 s 4 |
| 8    | Allemagne de l'Est   | Klaus Hauke          | 46 s 9 |

| Rang | Pays                 | Athlète             | Temps  |
| ---- | -------------------- | ------------------- | ------ |
| 1    | Allemagne de l'Est   | Helga Seidler       | 52 s 1 |
| 2    | Allemagne de l'Ouest | Inge Bödding        | 52 s 9 |
| 3    | Allemagne de l'Est   | Ingelore Lohse      | 52 s 9 |
| 4    | Autriche             | Maria Sykora        | 53 s 0 |
| 5    | Union soviétique     | Natalya Chistyakova | 53 s 2 |
| 6    | Finlande             | Marika Eklund       | 53 s 4 |
| 7    | France               | Colette Besson      | 53 s 7 |
| 8    | Allemagne de l'Est   | Rita Kühne          | 53 s 9 |

### 800 m
| Rang | Pays               | Athlète             | Performance  |
| ---- | ------------------ | ------------------- | ------------ |
| 1    | Union soviétique   | Yevgeniy Arzhanov   | 1 min 45 s 6 |
| 2    | Allemagne de l'Est | Dieter Fromm        | 1 min 46 s 0 |
| 3    | Royaume-Uni        | Andrew Carter       | 1 min 46 s 2 |
| 4    | Allemagne de l'Est | Hans-Henning Ohlert | 1 min 46 s 9 |
| 5    | Royaume-Uni        | Peter Browne        | 1 min 47 s 0 |
| 6    | Tchécoslovaquie    | Jozef Plachý        | 1 min 47 s 3 |
| 7    | Yougoslavie        | Jose Medjimurec     | 1 min 48 s 4 |
| 8    | France             | Philippe Meyer      | 1 min 50 s 9 |

| Rang | Pays                 | Athlète             | Performance  |
| ---- | -------------------- | ------------------- | ------------ |
| 1    | Yougoslavie          | Vera Nikolic        | 2 min 00 s 0 |
| 2    | Royaume-Uni          | Pat Lowe            | 2 min 01 s 7 |
| 3    | Royaume-Uni          | Rosemary Stirling   | 2 min 02 s 1 |
| 4    | Pologne              | Danuta Wierzbowska  | 2 min 04 s 2 |
| 5    | Allemagne de l'Ouest | Gisela Ellenberger  | 2 min 05 s 1 |
| 6    | Irlande              | Claire Walsh        | 2 min 08 s 6 |
|      | Allemagne de l'Est   | Gunhild Hoffmeister | DNF          |
|      | Allemagne de l'Ouest | Hildegard Falck     | DNF          |

### 1 500 m
| Rang | Pays                 | Athlète              | Temps        |
| ---- | -------------------- | -------------------- | ------------ |
| 1    | Italie               | Francesco Arese      | 3 min 38 s 4 |
| 2    | Pologne              | Henryk Szordykowski  | 3 min 38 s 7 |
| 3    | Royaume-Uni          | Brendan Foster       | 3 min 39 s 2 |
| 4    | Royaume-Uni          | John Kirkbride       | 3 min 39 s 5 |
| 5    | France               | Jacques Boxberger    | 3 min 39 s 6 |
| 6    | France               | Jean-Pierre Dufresne | 3 min 40 s 7 |
| 7    | Allemagne de l'Ouest | Paul-Heinz Wellmann  | 3 min 40 s 9 |
| 8    | Pays-Bas             | Haico Scharn         | 3 min 40 s 9 |

| Rang | Pays                 | Athlète              | Performance  |
| ---- | -------------------- | -------------------- | ------------ |
| 1    | Allemagne de l'Est   | Karin Burneleit      | 4 min 09 s 6 |
| 2    | Allemagne de l'Est   | Gunhild Hoffmeister  | 4 min 10 s 3 |
| 3    | Allemagne de l'Ouest | Ellen Tittel         | 4 min 10 s 4 |
| 4    | Royaume-Uni          | Rita Ridley          | 4 min 12 s 7 |
| 5    | Allemagne de l'Est   | Regine Kleinau       | 4 min 13 s 7 |
| 6    | Union soviétique     | Lyudmila Bragina     | 4 min 13 s 9 |
| 7    | Tchécoslovaquie      | Jaroslava Jehličková | 4 min 14 s 8 |
| 8    | Royaume-Uni          | Joan Allison         | 4 min 14 s 8 |

### 5 000 m
| Rang | Pays                 | Athlète              | Performance   |
| ---- | -------------------- | -------------------- | ------------- |
| 1    | Finlande             | Juha Väätäinen       | 13 min 32 s 6 |
| 2    | France               | Jean Wadoux          | 13 min 33 s 6 |
| 3    | Allemagne de l'Ouest | Harald Norpoth       | 13 min 33 s 8 |
| 4    | Yougoslavie          | Dane Korica          | 13 min 35 s 0 |
| 5    | Espagne              | Javier Alvarez       | 13 min 35 s 8 |
| 6    | Belgique             | Emiel Puttemans      | 13 min 36 s 6 |
| 7    | Finlande             | Lasse Virén          | 13 min 38 s 6 |
| 8    | Pologne              | Bronisław Malinowski | 13 min 39 s 4 |

### 10 000 m
| Rang | Pays               | Athlète               | Performance   |
| ---- | ------------------ | --------------------- | ------------- |
| 1    | Finlande           | Juha Väätäinen        | 27 min 52 s 8 |
| 2    | Allemagne de l'Est | Jürgen Haase          | 27 min 53 s 4 |
| 3    | Union soviétique   | Rashid Sharafyetdinov | 27 min 56 s 4 |
| 4    | Yougoslavie        | Dane Korica           | 27 min 58 s 4 |
| 5    | Espagne            | Mariano Haro          | 27 min 59 s 4 |
| 6    | Royaume-Uni        | David Bedford         | 28 min 04 s 4 |
| 7    | Royaume-Uni        | Michael Tagg          | 28 min 14 s 8 |
| 8    | Finlande           | Seppo Tuominen        | 28 min 18 s 0 |

### Marathon
| Rang | Pays                 | Athlète            | Temps           |
| ---- | -------------------- | ------------------ | --------------- |
| 1    | Belgique             | Karel Lismont      | 2 h 13 min 09 s |
| 2    | Royaume-Uni          | Trevor Wright      | 2 h 13 min 59 s |
| 3    | Royaume-Uni          | Ron Hill           | 2 h 14 min 34 s |
| 4    | Royaume-Uni          | Colin Kirkham      | 2 h 16 min 22 s |
| 5    | Belgique             | Gaston Roelants    | 2 h 17 min 48 s |
| 6    | Finlande             | Pentti Rummakko    | 2 h 17 min 58 s |
| 7    | Allemagne de l'Ouest | Lutz Philipp       | 2 h 18 min 08 s |
| 8    | Espagne              | Augustin Fernandez | 2 h 18 min 26 s |

### 110 m haies/100 m haies
| Rang | Pays               | Athlète              | Temps  |
| ---- | ------------------ | -------------------- | ------ |
| 1    | Allemagne de l'Est | Frank Siebeck        | 14 s 0 |
| 2    | Royaume-Uni        | Alan Pascoe          | 14 s 1 |
| 3    | Tchécoslovaquie    | Lubomír Nádeníček    | 14 s 3 |
| 4    | Union soviétique   | Anatoliy Mosiashvili | 14 s 4 |
| 5    | Pologne            | Leszek Wodzynski     | 14 s 4 |
| 6    | Italie             | Sergio Liani         | 14 s 4 |
| 7    | Pologne            | Marek Józwik         | 14 s 5 |
| 8    | Pologne            | Miroslaw Wodzynski   | 14 s 8 |

| Rang | Pays               | Athlète              | Temps  |
| ---- | ------------------ | -------------------- | ------ |
| 1    | Allemagne de l'Est | Karin Balzer         | 12 s 9 |
| 2    | Allemagne de l'Est | Annelie Ehrhardt     | 13 s 0 |
| 3    | Pologne            | Teresa Sukniewicz    | 13 s 2 |
| 4    | Pologne            | Danuta Straszynska   | 13 s 3 |
| 5    | Suisse             | Meta Antenen         | 13 s 4 |
| 6    | Pologne            | Teresa Nowak         | 13 s 5 |
| 7    | Roumanie           | Valeria Bufanu       | 13 s 5 |
| 8    | Union soviétique   | Tatyana Poluboyarova | 13 s 7 |

### 400 m haies
| Rang | Pays                 | Athlète                | Temps  |
| ---- | -------------------- | ---------------------- | ------ |
| 1    | France               | Jean-Claude Nallet     | 49 s 2 |
| 2    | Allemagne de l'Est   | Christian Rudolph      | 49 s 3 |
| 3    | Union soviétique     | Dmitriy Stukalov       | 50 s 0 |
| 4    | Allemagne de l'Ouest | Dieter Büttner         | 50 s 1 |
| 5    | Union soviétique     | Yevgeniy Gavrilyenko   | 50 s 5 |
| 6    | Finlande             | Ari Salin              | 50 s 6 |
| 7    | Union soviétique     | Vyacheslav Skomorokhov | 50 s 8 |
| 8    | Tchécoslovaquie      | Ivan Danis             | 51 s 8 |

### 3 000 m steeple
| Rang | Pays             | Athlète              | Performance  |
| ---- | ---------------- | -------------------- | ------------ |
| 1    | France           | Jean-Paul Villain    | 8 min 25 s 2 |
| 2    | Tchécoslovaquie  | Dušan Moravčík       | 8 min 26 s 2 |
| 3    | Union soviétique | Pavel Sysoyev        | 8 min 26 s 4 |
| 4    | Union soviétique | Romualdas Bite       | 8 min 27 s 0 |
| 5    | Finlande         | Mikko Ala-Leppilampi | 8 min 31 s 0 |
| 6    | Bulgarie         | Georgi Tikhov        | 8 min 32 s 2 |
| 7    | Pologne          | Kazimierz Maranda    | 8 min 33 s 2 |
| 8    | Pologne          | Josef Rebacz         | 8 min 35 s 2 |

### 20 km marche
| Rang | Pays               | Athlète            | Performance       |
| ---- | ------------------ | ------------------ | ----------------- |
| 1    | Union soviétique   | Mykola Smaha       | 1 h 27 min 20 s 2 |
| 2    | Allemagne de l'Est | Gerhard Sperling   | 1 h 27 min 29 s 0 |
| 3    | Royaume-Uni        | Paul Nihill        | 1 h 27 min 34 s 8 |
| 4    | Allemagne de l'Est | Peter Frenkel      | 1 h 27 min 52 s 8 |
| 5    | Allemagne de l'Est | Hans-Georg Reimann | 1 h 28 min 56 s 8 |
| 6    | Royaume-Uni        | Phillipp Embleton  | 1 h 29 min 31 s 6 |

### 50 km marche
| Rang | Pays                 | Athlète             | Performance       |
| ---- | -------------------- | ------------------- | ----------------- |
| 1    | Union soviétique     | Veniamin Soldatenko | 4 h 02 min 22 s 0 |
| 2    | Allemagne de l'Est   | Christoph Höhne     | 4 h 04 min 45 s 2 |
| 3    | Allemagne de l'Est   | Peter Selzer        | 4 h 06 min 11 s 0 |
| 4    | Union soviétique     | Otto Barch          | 4 h 09 min 14 s 4 |
| 5    | Allemagne de l'Est   | Winfried Skotnicki  | 4 h 10 min 22 s 0 |
| 6    | Allemagne de l'Ouest | Bernard Nermerich   | 4 h 11 min 44 s 0 |

### 4 × 100 m relais
| Rang | Pays                 | Athlètes                                                                | Temps  |
| ---- | -------------------- | ----------------------------------------------------------------------- | ------ |
| 1    | Tchécoslovaquie      | Ladislav Kříž Juraj Demeč Jiří Kynos Luděk Bohman                       | 39 s 3 |
| 2    | Pologne              | Gerard Gramse Tadeusz Cuch Zenon Nowosz Marian Dudziak                  | 39 s 7 |
| 3    | Italie               | Vincenzo Guerini Pietro Mennea Pasqualino Abeti Enneo Preatoni          | 39 s 8 |
| 4    | Royaume-Uni          |                                                                         | 39 s 8 |
| 5    | Union soviétique     |                                                                         | 40 s 0 |
| 6    | Allemagne de l'Ouest |                                                                         | DQ     |
| 7    | France               | Dominique Chauvelot Patrick Bourbeillon Gérard Fenouil Jean-Pierre Grès | DQ     |
| 8    | Allemagne de l'Est   |                                                                         | DQ     |

| Rang | Pays                 | Athlètes                                                                | Temps  |
| ---- | -------------------- | ----------------------------------------------------------------------- | ------ |
| 1    | Allemagne de l'Ouest | Elfgard Schittenhelm Inge Helten Annegret Irrgang Ingrid Mickler-Becker | 43 s 3 |
| 2    | Allemagne de l'Est   | Karin Balzer Renate Stecher Petra Vogt Ellen Stropahl                   | 43 s 6 |
| 3    | Union soviétique     | Ludmila Jarkova Galina Bukharina Marina Sidorova Nadezhda Besfamilnaya  | 44 s 5 |
| 4    | Pologne              |                                                                         | 44 s 8 |
| 5    | Hongrie              | Györgyi Balogh                                                          | 44 s 8 |
| 6    | Royaume-Uni          | Anita Neil                                                              | 44 s 9 |
| 7    | France               | Michèle Beugnet Odette Ducas Gabrielle Meyer Nicole Pani                | 45 s 5 |
| 8    | Suède                |                                                                         | 46 s 1 |

### 4 × 400 m relais
| Rang | Pays                 | Athlètes                                                               | Performance  |
| ---- | -------------------- | ---------------------------------------------------------------------- | ------------ |
| 1    | Allemagne de l'Ouest | Horst-Rüdiger Schlöske Thomas Jordan Martin Jellinghaus Hermann Köhler | 3 min 02 s 9 |
| 2    | Pologne              | Andrzej Badenski Jan Balachowski Waldemar Korycki Jan Werner           | 3 min 03 s 6 |
| 3    | Italie               | Lorenzo Cellerino Giacomo Puosi Sergio Bello Marcello Fiasconaro       | 3 min 04 s 6 |
| 4    | Union soviétique     |                                                                        | 3 min 04 s 8 |
| 5    | Royaume-Uni          |                                                                        | 3 min 04 s 8 |
| 6    | France               | Gilles Bertould Christian Nicolau Daniel Vélasquez Jean-Claude Nallet  | 3 min 05 s 0 |
| 7    | Suède                |                                                                        | 3 min 08 s 2 |
| 8    | Norvège              |                                                                        | 3 min 08 s 8 |

| Rang | Pays                 | Athlètes                                                               | Performance  |
| ---- | -------------------- | ---------------------------------------------------------------------- | ------------ |
| 1    | Allemagne de l'Est   | Rita Kühne Ingelore Lohse Helga Seidler Monika Zehrt                   | 3 min 29 s 3 |
| 2    | Allemagne de l'Ouest | Anette Rückes Christel Frese Hildegard Falck Inge Bödding              | 3 min 33 s 0 |
| 3    | Union soviétique     | Raisa Nikanorova Vera Popkova Nadezhda Kolesnikova Natalya Chistyakova | 3 min 34 s 1 |
| 4    | Royaume-Uni          | Pat Lowe                                                               | 3 min 34 s 5 |
| 5    | Pologne              |                                                                        | 3 min 35 s 3 |
| 6    | Suède                |                                                                        | 3 min 37 s 1 |
| 7    | Finlande             | Marika Lindholm                                                        | 3 min 37 s 2 |

### Saut en hauteur
| Rang | Pays               | Athlète              | Performance |
| ---- | ------------------ | -------------------- | ----------- |
| 1    | Union soviétique   | Kestutis Sapka       | 2,20 m      |
| 2    | Roumanie           | Csaba Dosa           | 2,20 m      |
| 3    | Union soviétique   | Rustam Akhmyetov     | 2,20 m      |
| 4    | Hongrie            | István Major         | 2,17 m      |
| 5    | Finlande           | Asko Pesonen         | 2,14 m      |
| 5    | Allemagne de l'Est | Stefan Junge         | 2,14 m      |
| 7    | Pologne            | Vojciech Golebiowski | 2,14 m      |
| 8    | Hongrie            | Endre Kelemen        | 2,11 m      |

| Rang | Pays                 | Athlète             | Performance |
| ---- | -------------------- | ------------------- | ----------- |
| 1    | Autriche             | Ilona Gusenbauer    | 1,87 m      |
| 2    | Roumanie             | Cornelia Popescu    | 1,85 m      |
| 3    | Royaume-Uni          | Barbara Inkpen      | 1,85 m      |
| 4    | Allemagne de l'Est   | Rita Schmidt        | 1,83 m      |
| 5    | Tchécoslovaquie      | Miroslava Hübnerová | 1,83 m      |
| 6    | Allemagne de l'Ouest | Renate Gärtner      | 1,81 m      |
| 7    | Tchécoslovaquie      | Milada Karbanová    | 1,78 m      |
| 8    | Yougoslavie          | Snezana Hrepevnik   | 1,78 m      |

### Saut en longueur
| Rang | Pays               | Athlète              | Performance |
| ---- | ------------------ | -------------------- | ----------- |
| 1    | Allemagne de l'Est | Max Klauss           | 7,92 m      |
| 2    | Union soviétique   | Igor Ter-Ovanessian  | 7,91 m      |
| 3    | Pologne            | Stanislaw Szudrowicz | 7,87 m      |
| 4    | Royaume-Uni        | Lynn Davies          | 7,85 m      |
| 5    | Finlande           | Mauri Myllymäki      | 7,85 m      |
| 6    | Finlande           | Reijo Toivonen       | 7,85 m      |
| 7    | Union soviétique   | Tõnu Lepik           | 7,78 m      |
| 8    | Pologne            | Jan Kobuszewski      | 7,75 m      |

| Rang | Pays                 | Athlète               | Performance |
| ---- | -------------------- | --------------------- | ----------- |
| 1    | Allemagne de l'Ouest | Ingrid Mickler-Becker | 6,76 m      |
| 2    | Suisse               | Meta Antenen          | 6,73 m      |
| 3    | Allemagne de l'Ouest | Heide Rosendahl       | 6,66 m      |
| 4    | Royaume-Uni          | Sheila Sherwood       | 6,62 m      |
| 5    | Pologne              | Irena Szewinska       | 6,62 m      |
| 6    | Roumanie             | Viorica Viscopoleanu  | 6,39 m      |
| 7    | Allemagne de l'Ouest | Christa Herzog        | 6,38 m      |
| 8    | Royaume-Uni          | Barbara-Anne Barrett  | 6,31 m      |

### Saut à la perche
| Rang | Pays                 | Athlète                | Performance |
| ---- | -------------------- | ---------------------- | ----------- |
| 1    | Allemagne de l'Est   | Wolfgang Nordwig       | 5,35 m      |
| 2    | Suède                | Kjell Isaksson         | 5,30 m      |
| 3    | Italie               | Renato Dionisi         | 5,30 m      |
| 4    | Suède                | Hans Lagerqvist        | 5,25 m      |
| 5    | Pologne              | Wlodzimierz Sokolowski | 5,10 m      |
| 6    | Suède                | John-Erik Blomqvist    | 5,10 m      |
| 7    | Union soviétique     | Yuriy Isakov           | 5,10 m      |
| 8    | Allemagne de l'Ouest | Heinfried Engel        | 5,10 m      |

### Triple saut
| Rang | Pays                 | Athlète             | Performance |
| ---- | -------------------- | ------------------- | ----------- |
| 1    | Allemagne de l'Est   | Jörg Drehmel        | 17,16 m     |
| 2    | Union soviétique     | Viktor Saneïev      | 17,10 m     |
| 3    | Roumanie             | Carol Corbu         | 16,87 m     |
| 4    | Allemagne de l'Ouest | Michael Sauer       | 16,58 m     |
| 5    | Tchécoslovaquie      | Václav Fiser        | 16,39 m     |
| 6    | Allemagne de l'Est   | Hans-Günter Schenk  | 16,38 m     |
| 7    | Union soviétique     | Gennadiy Byessonov  | 16,26 m     |
| 8    | Union soviétique     | Gennadiy Savlyevich | 16,24 m     |

### Lancer du disque
| Rang | Pays                 | Athlète         | Performance |
| ---- | -------------------- | --------------- | ----------- |
| 1    | Tchécoslovaquie      | Ludvík Danek    | 63,90 m     |
| 2    | Allemagne de l'Est   | Lothar Milde    | 61,62 m     |
| 3    | Hongrie              | Géza Fejér      | 61,54 m     |
| 4    | Allemagne de l'Ouest | Dirk Wippermann | 61,36 m     |
| 5    | Allemagne de l'Est   | Hartmut Losch   | 60,86 m     |
| 6    | Finlande             | Pentti Kahma    | 60,64 m     |
| 7    | Hongrie              | Ferenc Tegla    | 59,24 m     |
| 8    | Finlande             | Jorma Rinne     | 59,22 m     |

| Rang | Pays                 | Athlète             | Performance  |
| ---- | -------------------- | ------------------- | ------------ |
| 1    | Union soviétique     | Faina Melnyk        | 64,22 m (RM) |
| 2    | Allemagne de l'Ouest | Liesel Westermann   | 61,68 m      |
| 3    | Union soviétique     | Lyudmila Muravyova  | 59,48 m      |
| 4    | Roumanie             | Argentina Menis     | 59,04 m      |
| 5    | Union soviétique     | Tamara Danilova     | 58,28 m      |
| 6    | Roumanie             | Olimpia Catarama    | 57,22 m      |
| 7    | Allemagne de l'Est   | Anni Mickler        | 57,00 m      |
| 8    | Allemagne de l'Est   | Christine Spielberg | 56,20 m      |

### Lancer du poids
| Rang | Pays               | Athlète                  | Performance  |
| ---- | ------------------ | ------------------------ | ------------ |
| 1    | Allemagne de l'Est | Hartmut Briesenick       | 21,08 m (RE) |
| 2    | Allemagne de l'Est | Heinz-Joachim Rothenburg | 20,47 m      |
| 3    | Pologne            | Wladyslaw Komar          | 20,04 m      |
| 4    | Hongrie            | Vilmos Varju             | 19,99 m      |
| 5    | Union soviétique   | Valeriy Voikin           | 19,81 m      |
| 6    | Union soviétique   | Rimantas Plunge          | 19,61 m      |
| 7    | Allemagne de l'Est | Dieter Hoffmann          | 19,38 m      |
| 8    | France             | Yves Brouzet             | 19,20 m      |

| Rang | Pays               | Athlète           | Performance |
| ---- | ------------------ | ----------------- | ----------- |
| 1    | Union soviétique   | Nadezhda Chizhova | 20,16 m     |
| 2    | Allemagne de l'Est | Marita Lange      | 19,25 m     |
| 3    | Allemagne de l'Est | Margitta Gummel   | 19,22 m     |
| 4    | Union soviétique   | Antonina Ivanova  | 18,80 m     |
| 5    | Allemagne de l'Est | Hannelore Friedel | 18,52 m     |
| 6    | Bulgarie           | Ivanka Khristova  | 17,78 m     |
| 7    | Union soviétique   | Galina Nyekrasova | 17,56 m     |
| 8    | Hongrie            | Judit Bognár      | 17,33 m     |

### Lancer du javelot
| Rang | Pays                 | Athlète            | Performance |
| ---- | -------------------- | ------------------ | ----------- |
| 1    | Union soviétique     | Janis Lusis        | 90,68 m     |
| 2    | Union soviétique     | Janis Donins       | 85,30 m     |
| 3    | Allemagne de l'Est   | Wolfgang Hanisch   | 84,22 m     |
| 4    | Finlande             | Hannu Siitonen     | 83,84 m     |
| 5    | Finlande             | Jorma Kinnunen     | 80,96 m     |
| 6    | Allemagne de l'Ouest | Klaus Wolfermann   | 80,82 m     |
| 7    | Pologne              | Władysław Nikiciuk | 80,56 m     |
| 8    | Allemagne de l'Ouest | Hermann Schlechter | 80,24 m     |

| Rang | Pays                 | Athlète             | Performance |
| ---- | -------------------- | ------------------- | ----------- |
| 1    | Pologne              | Daniela Jaworska    | 61,00 m     |
| 2    | Allemagne de l'Ouest | Ameli Koloska       | 59,40 m     |
| 3    | Allemagne de l'Est   | Ruth Fuchs          | 59,16 m     |
| 4    | Hongrie              | Angela Németh-Ránky | 57,44 m     |
| 5    | Allemagne de l'Ouest | Anneliese Gerhards  | 55,98 m     |
| 6    | Pologne              | Ewa Gryziecka       | 55,96 m     |
| 7    | Hongrie              | Maria Kucserka      | 55,70 m     |
| 8    | Hongrie              | Marta Rudas         | 55,62 m     |

### Lancer du marteau
| Rang | Pays                 | Athlète               | Performance |
| ---- | -------------------- | --------------------- | ----------- |
| 1    | Allemagne de l'Ouest | Uwe Beyer             | 72,36 m     |
| 2    | Allemagne de l'Est   | Reinhard Theimer      | 71,80 m     |
| 3    | Union soviétique     | Anatoliy Bondarchuk   | 71,40 m     |
| 4    | Union soviétique     | Romuald Klim          | 70,64 m     |
| 5    | Allemagne de l'Ouest | Walter Schmidt        | 70,54 m     |
| 6    | Hongrie              | Sándor Eckschmidt     | 69,74 m     |
| 7    | Allemagne de l'Est   | Jochen Sachse         | 69,74 m     |
| 8    | Pologne              | Stanislaw Lubiejewski | 67,50 m     |

### Décathlon/Pentathlon
| Rang | Pays                 | Athlète              | Performance |
| ---- | -------------------- | -------------------- | ----------- |
| 1    | Allemagne de l'Est   | Joachim Kirst        | 8 196 pts   |
| 2    | Suède                | Lennart Hedmark      | 8 038 pts   |
| 3    | Allemagne de l'Ouest | Hans-Joachim Walde   | 7 951 pts   |
| 4    | Allemagne de l'Ouest | Heinz-Ulrich Schulze | 7 889 pts   |
| 5    | Autriche             | Sepp Zeilbaur        | 7 842 pts   |
| 6    | Royaume-Uni          | Peter Gabbett        | 7 754 pts   |
| 7    | Union soviétique     | Leonid Litvinyenko   | 7 707 pts   |
| 8    | Union soviétique     | Boris Ivanov         | 7 601 pts   |

| Rang | Pays                 | Athlète               | Performance |
| ---- | -------------------- | --------------------- | ----------- |
| 1    | Allemagne de l'Ouest | Heide Rosendahl       | 5 299 pts   |
| 2    | Allemagne de l'Est   | Burglinde Pollak      | 5 275 pts   |
| 3    | Allemagne de l'Est   | Margrit Herbst        | 5 179 pts   |
| 4    | Allemagne de l'Ouest | Karen Mack            | 5 052 pts   |
| 5    | Union soviétique     | Valentina Tikhomirova | 4 986 pts   |
| 6    | France               | Odette Ducas          | 4 926 pts   |
| 7    | Union soviétique     | Tatyana Kondrashova   | 4 887 pts   |
| 8    | Hongrie              | Margit Papp           | 4 833 pts   |